# Миньоны: Грювитация
«Миньо́ны: Грювита́ция» (англ. Minions: The Rise of Gru) — американский компьютерно-анимационный комедийный фильм студии Illumination от режиссёра Кайла Балда, сорежиссёров Брэда Эблесона и Джонатана дель Валя, продюсеров Криса Меледандри, Джанет Хили и Криса Рено и сценариста Мэттью Фогеля, также выступившего соавтором сюжета совместно с Брайаном Линчем. Продолжение приквел-спин-оффа «Миньоны» (2015) и пятый по счёту полнометражный фильм в медиафраншизе «Гадкий я». Стив Карелл и Пьер Коффен повторили свои роли Грю и миньонов соответственно из предыдущих фильмов. К актёрскому составу также присоединились Тараджи П. Хенсон, Мишель Йео, Расселл Брэнд, Джули Эндрюс и Алан Аркин (последний фильм с его участием перед его смертью в июне 2023 года). По сюжету 11-летний Грю планирует стать суперзлодеем при помощи миньонов, что позднее приводит к противостоянию злодейской организации, известной как «Злобная шестёрка».
Мировая премьера мультфильма «Миньоны: Грювитация» состоялась 13 июня 2022 года на Международном фестивале анимационных фильмов в Анси. В прокат США фильм был выпущен 1 июля компанией Universal Pictures. Премьера дважды откладывалась в связи с пандемией COVID-19. Фильм получил положительные отзывы от рецензентов; некоторые назвали его улучшением по сравнению с предшественником, похвалив саундтрек, анимацию, юмор, озвучку (в частности Карелла) и визуальную составляющую, но критикуя сюжет. «Грювитация» собрала более $939 млн в мировом прокате, став 5-м самым кассовым фильмом 2022 года и самым кассовым анимационным фильмом 2022 года.

## Сюжет
В 1970 году 11-летний Грю пытается стать суперзлодеем с помощью своих приспешников, миньонов. Его мечта становится явью, когда его заявка на вступление в ряды злодейской организации «Злобная шестёрка», возглавляемой Дикой Донной, оказывается одобрена и его приглашают на собеседование. «Шестёрка» ищет нового члена на замену своему бывшему лидеру Деду Кастету, которого они уволили и, как они считают, убили после похищения Камня Зодиака, древнего амулета, связанного с китайским зодиаком. Некий Доктор Нефарио помогает Грю попасть на секретную базу «шестёрки». Злодеи не принимают Грю в свои ряды из-за его возраста, и тот, к их возмущению, похищает амулет и сбегает вместе с миньонами Кевином, Стюартом и Бобом, отдавая амулет на хранение другому миньону, Отто.
Оказавшись в своём логове, Грю узнаёт, что Отто обменял амулет на камень-питомец, вследствие чего приходит в ярость, увольняет миньонов и в одиночку отправляется на поиски амулета. Но как только Грю выходит за порог своего дома, Кастет, который оказывается жив, похищает его, отвозит в Сан-Франциско и требует у миньонов отдать ему амулет в течение сорока восьми часов, иначе Грю будет убит. После безуспешной попытки отыскать амулет Кевин, Стюарт и Боб отправляются в Сан-Франциско, чтобы спасти Грю, а Отто тем временем едет по следу байкера, который носит амулет у себя на шее. Когда миньоны добираются до дома Кастета, их начинают преследовать его приспешники, пока на помощь не приходит мастер Чо, бывший преподаватель кунг-фу, а ныне работница акупунктурной клиники, отбивающаяся от преследователей. По просьбе миньонов Чо решает обучить их кунг-фу, однако те оказываются неспособными учениками. Трио внезапно и преждевременно завершает своё обучение и возвращается к дому Деда Кастета с целью спасения Грю. Тем временем, Отто настигает байкера в Долине Смерти, который отдаёт тому амулет и подвозит его до Сан-Франциско. Грю начинает сближаться с Кастетом после того, как его приспешники увольняются и тот спасает его от крокодила в бассейне. Кастет решает научить Грю быть злодеем, и они вдвоём грабят Банк Зла, похищая оттуда «Мону Лизу». По возвращении они видят, что дом Кастета был уничтожен «Злобной шестёркой». Потрясённый Кастет решает покончить со злодействами и отправляет Грю домой.
Во время парада в честь Китайского Нового года в Чайна-тауне Грю встречает Отто с амулетом, но их настигает «Злобная шестёрка», которая в свою очередь оказывается окружена агентами Антизлодейской лиги. Когда часы пробивают полночь, «шестёрка» использует амулет, чтобы превратить себя в животных, присутствующих в зодиаке, ловит Грю и привязывает его за руки и ноги к стрелкам часов на башне, собираясь таким образом убить его в качестве мести за похищение амулета. Кевин, Стюарт и Боб отправляются на помощь Грю, но оказываются превращены в кролика, петуха и козла соответственно. Кастет возвращается и сражается с «шестёркой» на стороне миньонов. Будучи стимулированными тренировками Чо, миньоны пробуждают своих внутренних зверей и побеждают большинство членов «Злобной шестёрки», но когда Кастет пытается отобрать амулет у Донны, та поджигает его заживо. Отто спасает Грю, который при помощи амулета превращает «шестёрку» в крыс, а после возвращает миньонам их прежний вид и вновь нанимает их к себе на работу.
«Злобную шестёрку», в том числе Кастета, которого отвозят в больницу в связи с полученными смертельными травмами, арестовывают. Когда на похоронах Кастета Грю произносит речь, он узнаёт, что тот инсценировал свою смерть, чему оказывается несказанно рад.
В сцене в середине титров Грю приходит к доктору Нефарио и предлагает тому работать на него в знак благодарности за гаджет, который помог Грю украсть амулет. Поначалу Нефарио отказывается, но меняет своё мнение после мольбы со стороны миньонов, и все вместе они улетают на самолёте.

## Роли озвучивали
- Стив Карелл — Грю, начинающий суперзлодей и начальник миньонов[11]
- Пьер Коффен — Кевин, Стюарт, Боб, Отто и другие миньоны[11]
- Алан Аркин — Дед Кастет, бывший лидер «Злобной шестёрки» и наставник Грю[12]
- Тараджи П. Хенсон — Дикая Донна, новоявленный лидер «Злобной шестёрки», профессиональная воровка[12]
- Мишель Йео — мастер Чо, работница акупунктурной клиники и боец кунг-фу, тренирующая миньонов[13]
- Джули Эндрюс — Марлена Грю, мать Грю[13]
- Рассел Брэнд — доктор Нефарио, рассеянный учёный, работник музыкального магазина[13]
- Жан-Клод Ван Дамм — Жан-Краб, член «Злобной шестёрки» с гигантской механической клешнёй рака вместо правой руки[12]
- Дольф Лундгрен — Спиннер, член «Злобной шестёрки», катающийся на роликовых коньках[12]
- Дэнни Трехо — Бронебой, член «Злобной шестёрки» с гигантскими металлическими руками[12]
- Люси Лоулесс — Сестра Бац, член «Злобной шестёрки», монахиня, вооружённая нунчаками[12]

Кроме того, Уилл Арнетт, Стив Куган и Майкл Битти повторили свои роли мистера Перкинса, сотрудника и будущего директора Банка Зла; Сайласа Найспопса, агента и будущего директора Антизлодейской лиги; и ведущего программы на телеканале «Всегда на стрёме» соответственно из предыдущих фильмов серии. Битти также озвучил гуру по имени Рик. Джимми О. Ян, Кевин Майкл Ричардсон и Джон Ди Маджо озвучили троих приспешников Деда Кастета, RZA — байкера, с которым Отто заводит дружбу по дороге в Сан-Франциско, и по совместительству дядю Брэда (озвученного Рэймондом С. Перси), мальчика, у которого Отто обменял амулет на камень, а Колетт Уитакер — учительницу Грю. Нескольких второстепенных персонажей озвучил Джеймс Си.

## Производство

### Разработка
Фильм был официально анонсирован Illumination и Universal Pictures в январе 2017 года. Производство началось в июле 2017 года, Брэд Эблесон стал сорежиссёром. В мае 2019 года было объявлено название ленты: Minions: The Rise of Gru.

### Кастинг
В декабре 2019 года было подтверждено, что Стив Карелл и Пьер Коффен повторят свои роли Грю и миньонов соответственно. Гонорар Карелла за участие в фильме составил $12,5 млн. В феврале 2022 года, когда появился первый трейлер, стало известно о присоединении к актёрскому составу Тараджи П. Хенсон, Жан-Клода Ван Дамма, Люси Лоулесс, Дольфа Лундгрена, Дэнни Трехо и Алана Аркина. В октябре того же года RZA заявил о том, что также получил роль в фильме.

### Анимация
Над анимацией работала студия Illumination Studios Paris, однако в связи с пандемией COVID-19 в марте 2020 года её деятельность была временно приостановлена.

## Музыка
Альбом саундтреков из фильма был выпущен 1 июля 2022 года лейблами Decca Records и Verve Records. Саундтрек, спродюсированный Джеком Антоноффом, состоит из каверов на известные песни 1970-х годов в жанрах поп, фанк и соул. Песня «Turn Up the Sunshine» от Дайаны Росс и Tame Impala стала ведущим синглом альбома и вышла 20 мая 2022 года. Позднее были выпущены каверы на «Desafinado» от Кали Учис и на «Funkytown» от St. Vincent.
Музыка из фильма, написанная постоянным композитором франшизы Эйтором Перейрой, была выпущена 8 июля и включала в себя две версии песен «Bad Moon Rising» и «You Can't Always Get What You Want», исполненные Кареллом и Коффеном, которые не присутствовали в оригинальном саундтреке. Также в фильме звучит новая версия заглавной темы «Гадкого я» от Перейры и Фаррелла Уильямса, исполненная детским хором, однако она не включена ни в один из альбомов.

## Релиз

### Кинотеатральный прокат
Мировая премьера «Миньоны: Грювитация» состоялась 13 июня 2022 года на Международном фестивале анимационных фильмов в Анси. Также премьерный показ прошёл 25 июня в Китайском театре TCL в Лос-Анджелесе. Изначально фильм должен был выйти в прокат в США 3 июля 2020 года, но премьера фильма была отложена до 2 июля 2021 года из-за пандемии COVID-19, а также по причине незавершённости производства. В марте 2021 года было сообщено, что фильм отложен до
1 июля 2022 года.

#### Возможная отмена проката в Ливане
В июле 2022 года стало известно, что мультфильм могли не допустить к прокату в Ливане. Точная причина запрета неизвестна. Одни источники утверждают, что он был вызван мимолётной сценой поцелуя между персонажами Кевином и Бобом, расценённой как проявление гомосексуальности, в то время как другие заявляют, что запрет был вызван наличием в сюжете персонажа Сестры Бац, злодейки в образе монахини.

#### Отмена проката в России
Премьера фильма в России должна была состояться 30 июня 2022 года. 1 марта компания Universal Pictures объявила об отмене премьер своих фильмов в стране, в том числе был отменён выход картин «Плохие парни» и «Скорая». В заявлении компании не были оговорены сроки данного запрета, а также судьба предстоящих фильмов, дистрибьютором которых выступает Universal, например, «Грювитации». Но несмотря на это, в ряде стран СНГ, а также в некоторых российских кинотеатрах фильм демонстрировался в официальном русском дубляже.
31 июля лидирующая российская объединённая киносеть «Синема парк» и «Формула кино» (76 кинотеатров на 585 кинозалов) сообщила о решении начать со следующего дня показывать кинопродукт, куда будут включены российский фильм и «зарубежные видеоматериалы». В первый кинопродукт сети должны были войти российский мультфильм «Кощей. Начало» и «Миньоны: Грювитация», в дальнейшем киносеть планировала расширить предложение кинопродуктов, в него, в частности, мог быть включен любой фильм зарубежной студии, покинувшей Россию. Целью было заявлено «привлечение широкого внимания к проблемам отрасли кинопроката и начало разработки единого плана выхода индустрии кинопоказа из создавшейся ситуации». 1 августа было объявлено об отмене запуска проекта, который не был согласован советом директоров компании.

#### Цензура в Китае
Премьера фильма в Китае состоялась 19 августа 2022 года. В китайской версии была изменена концовка: Дед Кастет не инсценировал свою смерть, как в оригинале, а был арестован и приговорён к двадцати годам тюрьмы, а позднее понял, что у него лежит душа к актёрской карьере, и основал собственный ансамбль, в то время как Грю «вернулся к своей семье».

### Маркетинг
Как сообщает Deadline Hollywood, Universal потратила на продвижение фильма $285 млн, что является самыми большими затратами для франшизы «Гадкий я». Первый официальный трейлер фильма был показан 5 февраля 2020 года. Компания Mattel объявила о заключении трёхлетнего договора о создании игрушек по мотивам фильма. В 2020 году Lego выпустила два набора на основе картины. В 2021 году произошла коллаборация с Minecraft, в рамках которой в игру был добавлен контент по мотивам фильма и всей франшизы в целом. Также была сделана коллаборация внутри игры Adopt Me! Сеть ресторанов IHOP создала специальное меню, основанное на фильме. Второй трейлер был выпущен 30 марта 2022 года. Третий трейлер вышел 6 июня 2022 года.

### Релиз на носителях
Фильм был выпущен компанией Universal Pictures Home Entertainment в цифровом формате 2 августа 2022 года, а на 4K Ultra HD, Blu-ray и DVD — 6 сентября. 23 сентября 2022 года фильм вышел на стриминговом сервисе Peacock и будет транслироваться на нём в течение четырёх месяцев в рамках 18-месячного соглашения. По истечении этого срока фильм будет доступен на Netflix в течение десяти месяцев, а в последние четыре месяца он вернётся на Peacock.

## Реакция

### Кассовые сборы
«Миньоны: Грювитация» собрал $369,5 млн в США и Канаде и $569,9 млн в других странах, в общей сложности собрав $939,4 млн по всему миру. Это 5-й самый кассовый фильм 2022 года. Согласно подсчётам Deadline Hollywood, с учётом производственного бюджета, рекламной кампании, зарплат актёров и прочих расходов мультфильм принёс $368 млн чистой прибыли; кассовые сборы и доходы от продаж в домашних медиа позволили изданию поместить картину на четвёртое место в своём списке «Самых дорогих блокбастеров» 2022 года.
Ожидалось, что в США «Миньоны: Грювитация» соберёт $70–80 млн в дебютный уик-энд. Когда в первый день сборы составили $48,1 млн (включая $10,8 млн, заработанные в четверг), показав лучший старт как для анимационного фильма в период пандемии, так и для всей франшизы «Гадкий я», прогнозы были увеличены до $129 млн. В первый четырёхдневный уик-энд фильм приблизился к $123,1 млн, возглавив бокс-офис. «Грювитация» побила рекорд уик-энда Дня независимости, установленный фильмом «Трансформеры 3: Тёмная сторона Луны» ($115,9 млн) в 2011 году. Во второй уик-энд фильм собрал $45,6 млн, уступив лишь фильму-дебютанту «Тор: Любовь и гром».
За неделю до релиза в США фильм вышел в прокат в Австралии, где дебютировал с результатом в $3,7 млн, уступив лишь фильму «Элвис». В следующий уик-энд фильм вышел ещё в 60 странах и собрал $87,2 млн. В общей сложности сборы на тот момент были на 13 % ниже показателей «Миньонов» (2015) и на 3 % меньше, чем у «Гадкого я 3» (2017). В четырёх странах — Аргентине, Саудовской Аравии, Израиле и Венесуэле — фильм показал лучший старт для мультипликации. Считается, что успеху в Израиле поспособствовал тренд в TikTok (см. раздел ниже). В третий международный уик-энд мировые сборы «Грювитации» преодолели отметку в $400 млн, добавив в общую кассу $56,4 млн. В четвёртые выходные сборы превысили $500 млн, в пятые — $600 млн, а в шестые — $700 млн.

### Отзывы критиков
На сайте-агрегаторе рецензий Rotten Tomatoes фильм имеет рейтинг 70 % со средней оценкой 6.1 / 10, основанный на 180 отзывах. Консенсус сайта гласит: «Шутовские выходки „Миньонов“ начинают раздражать, несмотря на введение в сиквел ретро-шика, хотя этот беспорядочный марафон гэгов всё ещё в состоянии развлечь ваших детей». На сайте Metacritic фильму присвоены 56 баллов из 100 возможных на основе 41 рецензии, что указывает на «смешанные или средние отзывы». Пользователи портала CinemaScore дали фильму оценку «A» по шкале от «A+» до «F» аналогично предшественнику, а на PostTrak 87 % всех оценок фильма являются положительными, причём 71 % заявил, что рекомендует фильм к просмотру.
Джонни Олексински из The New York Post дал фильму 3 звезды из 4 и сказал, что «хоть он и слишком лёгкий, какими обычно бывают такие фильмы, никто ещё не создал таких же забавных или приятных (или продаваемых) персонажей, как миньоны». Серена Пуан из The Boston Globe дала фильму 2.5 звезды из 4 и написала: «Фильм весёлый: Музыка неиронично хороша — в особенности исполнение миньонами песни „Cecilia“; Боб, всё такой же милый, понимает, что „даже самые маленькие из нас способны на великие дела“». Журналистка Scroll.in Удита Жунжунвала оставила положительный отзыв, в котором написала: «Эта анимационная комедия — 88 минут удовольствия, оживляемого талантливыми актёрами озвучки».
Питер Брэдшоу из The Guardian присвоил картине 2 звезды из 5, сказав, что «сюжет поверхностен и не увлекателен». Бельге Эбири из Vulture оставил отрицательный отзыв о фильме, написав, что «он выглядит приятно, детям он понравится, и все 87 минут пройдут незаметно — но он не настолько умный, чтобы быть таким тупым, каким он хочет быть».

### #Gentleminions в TikTok
Практически сразу после выхода фильма в социальной сети TikTok обрёл популярность сопровождаемый хештегом #Gentleminions (рус. Джентльминьоны) интернет-мем, в котором группа молодых людей, одетых как персонаж Грю, отправляется в кинотеатр на сеанс картины. Родоначальниками мема считается группа австралийских старшеклассников. Как правило, в меме используется песня американского рэпера Yeat «Rich Minion», использованная в трейлере к фильму, срежиссированном Коулом Беннеттом. Большие группы выкладывали записи, на которых они встречали фильм овациями, бросали бананы в экран и изображали знак Грю, скрещивая пальцы особым образом. Некоторые кинотеатры в Великобритании запретили пускать на сеансы молодых людей в деловых костюмах, опасаясь аналогичных случаев во время показа. Проявления данного мема также были зафиксированы в США, Норвегии, Сингапуре и Израиле.
Журнал The Face посчитал такую субкультуру, образовавшуюся вокруг «Грювитации», схожей с мемами на основе супергеройского фильма «Морбиус», выпущенного ранее в 2022 году. Обе субкультуры строятся на ироничном восхвалении предполагаемых достоинств фильмов, иногда доходящем до абсурда, однако The Face заметил, что в случае с «Грювитацией» это было вызвано заинтересованностью публики непосредственно в самом фильме, в то время как в случае «Морбиуса» всё было построено лишь вокруг ощутимой некачественности ленты.
Аккаунты Universal Pictures, Illumination и франшизы знают о меме, а последние два опубликовали видео, в которых миньоны принимают в нём участие.
PostTrak сообщил, что 34 % от общего числа посмотревших фильм составили люди в возрасте от 13 до 17 лет, что является невероятно высоким показателем для анимационного фильма. Памела Макклинток из издания The Hollywood Reporter считает, что данная статистика является результатом интернет-тренда.

### Награды и номинации
| Премия                          | Дата вручения   | Категория                               | Номинант (-ы)                                                                                            | Результат | Ист.          |
| ------------------------------- | --------------- | --------------------------------------- | --- | --------- | ------------- |
| Энни                            | 25 февраля 2023 | Лучшая анимационная реклама             | «Миньоны: Грювитация» / «Офис»                                                                           | Номинация | [ 90 ]        |
| Энни                            | 25 февраля 2023 | Лучшие анимационные эффекты             | Фрэнк Барадат, Саймон Пэйт, Милан Вукассович и Майло Риччанард                                           | Номинация | [ 90 ]        |
| Энни                            | 25 февраля 2023 | Лучшая раскадровка                      | Нима Азарба                                                                                              | Номинация | [ 90 ]        |
| Энни                            | 25 февраля 2023 | Лучшая раскадровка                      | Дэйв Фейсс                                                                                               | Номинация | [ 90 ]        |
| Cinema Audio Society Awards     | 4 марта 2023    | Лучшее сведение звука в мультфильме     | Тим Нильсен, Стив Сланец, Алан Мейерсон и Джейсон Батлер                                                 | Номинация | [ 91 ]        |
| Золотой трейлер                 | 22 июля 2021    | Лучший ТВ-ролик — семейный/анимация     | «Get Ready» (Inside Job)                                                                                 | Номинация | [ 92 ]        |
| Золотой трейлер                 | 22 июля 2021    | Лучший трейлер анимационного фильма     | «Shades Dance» (Inside Job)                                                                              | Номинация | [ 92 ]        |
| Золотой трейлер                 | 6 октября 2022  | Лучший анимационный/семейный ролик      | «Ready» (AV Squad)                                                                                       | Номинация | [ 93 ] [ 94 ] |
| Золотой трейлер                 | 6 октября 2022  | Лучший трейлер летнего блокбастера      | «Ready» (AV Squad)                                                                                       | Победа    | [ 93 ] [ 94 ] |
| Золотой трейлер                 | 6 октября 2022  | Лучший ТВ-ролик — семейный/анимация     | «Mini Boss» (TRANSIT)                                                                                    | Победа    | [ 93 ] [ 94 ] |
| Hollywood Music in Media Awards | 16 ноября 2022  | Лучшая оригинальная песня к мультфильму | Джек Антонофф, Кевин Паркер, Сэм Дью, Патрик Бергер, Дайана Росс и Tame Impala за «Turn Up the Sunshine» | Номинация | [ 95 ]        |
| Hollywood Music in Media Awards | 16 ноября 2022  | Лучшее сведение звука                   | Майк Кноблох и Рэйчел Леви                                                                               | Номинация | [ 95 ]        |
| Hollywood Music in Media Awards | 16 ноября 2022  | Оригинальная песня/музыка — новые медиа | Yeat за «Minions: The Rise of Gru Lyrical Lemonade»                                                      | Номинация | [ 95 ]        |
| Hollywood Music in Media Awards | 16 ноября 2022  | Саундтрек-альбом                        | Minions: The Rise of Gru                                                                                 | Номинация | [ 95 ]        |
| Премия Гильдии продюсеров США   | 25 февраля 2023 | Лучший анимационный фильм               | «Миньоны: Грювитация»                                                                                    | Номинация | [ 96 ] [ 97 ] |
| Сатурн                          | 25 октября 2022 | Лучший анимационный фильм               | «Миньоны: Грювитация»                                                                                    | Номинация | [ 98 ] [ 99 ] |

## Сиквел
Сиквел под названием «Миньоны 3» должен выйти 1 июня 2026 года, хотя изначально планировалось, что его выход состоится 30 июня 2027 года.

## Комментарии
1. ↑  Более точная передача названия на русском — «Миньоны: Восхождение Грю», однако в прокат стран СНГ фильм вышел под названием «Миньоны: Грювитация»[6].